# 大逃殺
《大逃杀》（日語：バトル・ロワイアル）是日本作家高见广春创作的一部反乌托邦恐怖小说。《大逃杀》是高见广春的第一部小说，初稿完成于1996年，但直到1999年才正式出版。故事讲述了一群初中生在一个由虚构的日本法西斯极权政府——大东亚共和国——主导的计划中被迫互相厮杀，直到只剩下一人生还。
这部小说曾参加1997年第5届日本恐怖小说大奖，但最终因人们对书中描写学生之间互相残杀的内容感到担忧而未能获奖。这部小说于1999年出版后，出人意料地成为畅销书。
小说出版一年后的2000年，《大逃杀》被改编成由高见广春亲自参与创作的系列漫画以及一部电影。这部电影在成为当年票房最高的电影之一的同时，也引发巨大争议并遭到来自日本国会的谴责。此后，制作团队又制作出了一部续集电影，而小说本身也衍生出了两部短篇漫画改编作品。

## 剧情
《大逃杀》的故事背景设定在1997年虚构的由法西斯主义政府执政的日本。在这个虚构世界中，日本在第二次世界大战中取得了胜利，并在战后迅速崛起成立了大东亚共和国。在军队和警察所组成的联合力量镇压了一场叛乱后，政府掌控了一切，并封禁了除能够美化政府之外一切“不道德”的东西，比如摇滚乐。此外，书中还描述该国有一位强烈崇尚个人崇拜的未具名独裁者，有能力左右民众的意愿。
政府制定了一项军事计划，名为“战斗实验第六十八号计划”。该计划随机抽取并绑架一个50名初中三年级学生组成的班级。这些学生会被扔到一个偏远的地方，被迫互相残杀，直到这个班级只剩下一名学生为止。表面上，这一计划是为了帮助政府及其军队研究生存技能和战斗准备，但实际上它的目的是通过展示政府的权力和针对公民的能力，利用被朋友杀害的恐惧来向日本所有公民灌输恐怖感和不信任感，从而遏制任何可能的民众暴动企图。
一群来自城岩初级中学的学生准备进行校外旅行。该校是一所位于香川县虚构地点城岩镇的初中。在这些学生中，有渴望成为摇滚明星的七原秋也；有七原秋也好友暗恋的温柔女孩中川典子；有沉默寡言的转学生川田章吾；还有冷酷无情的天才少年桐山和雄。在前往目的地的途中，他们全体被气体麻醉，而这次所谓的“校外旅行”实际上是“战斗实验第六十八号计划”的一个幌子。
学生们在一座空置小岛上的教室中醒来，脖子上都戴着金属项圈，周围被士兵包围。一位名叫坂持金发的病态虐待狂教师向学生们简要说明情况：他们的班级被选中参加这个互相杀戮的计划。学生们还被告知了一个时间限制，如果24小时内没有人被杀，所有项圈将同时引爆，届时将没有胜者。据称，在历次计划施行过程中，只有0.5%以这种方式结束。学生们被发放了生存包和随机的武器或工具，并被逐一送到岛上。大多数学生得到的是枪支和刀具，但有些人拿到的却是相对无用的物品，如回力镖、飞镖或是一把餐叉。学生之一的杉村弘树找到了一台可以追踪附近学生的雷达装置，而织田敏宪则得到了一件防弹背心。
为了确保学生们遵守规则并且互相杀戮，他们脖子上的金属项圈会追踪他们的位置。如果他们试图移除项圈或在“禁区”——地图上随机选定的区域——逗留，这些项圈就会爆炸。随着时间的推移，禁区的数量会增加，使得战场范围被重新划定并逐渐缩小，迫使学生们不断移动。项圈还会秘密地将声音传回给游戏组织者，使他们能够听到学生们的对话，并记录他们的活动。
学生们为了生存绝望地互相厮杀，精神不稳定的校园恶霸相马光子以及临时转入的桐山和雄杀害了许多人。在他的好朋友国信庆时被杀后，七原秋也决心保护中川典子，因为他认为自己有责任履行对已故朋友的承诺，保护国信的暗恋对象。作为前一届“大逃杀”获胜者的川田章吾希望结束这个“计划”，他为此避开了战斗，并与七原秋也联手。七原秋也的朋友三村信史试图黑入运行这个计划的系统，并炸毁坂持金发和其他监督人员所在的建筑，但最终被桐山和雄杀害。
最终，到了第三天的中午时，只剩下川田章吾、七原秋也、中川典子以及桐山和雄存活。桐山和雄执意要追杀另外三人。但在一场疯狂的追车后，桐山和雄最终被击毙。然而，此时的七原秋也和中川典子却被川田章吾用枪指着。川田章吾嘲讽二人过于天真，居然在这样的杀戮计划中还敢信任他人。之后七原秋也和中川典子的项圈记录下了枪声，以及二人心跳停止的信号。
被坂持金发宣布为胜者后，川田章吾在士兵的护送下离开岛屿。然而此时，坂持金发却透露他知道七原秋也和中川典子还活着的事，而且还知道川田章吾找出了使二人项圈失效的方法，而所谓的对中川典子和七原秋也的处决也只是一个幌子。为此，坂持金发试图杀死川田章吾，但最终被川田章吾反杀。与此同时，躲藏起来的七原秋也和中川典子则劫持了船只并杀死了船上的士兵。当船驶向陆地时，川田章吾因在与桐山和雄的战斗中受伤过重而不治身亡。在临死前，川田章吾还是感谢七原秋也和中川典子成为他的朋友。
在川田章吾的建议下，七原秋也和中川典子逃到了陆地，并在政府的追捕下计划逃往当时民主的美国。

## 人物
- 七原秋也——孤儿，父母因参与反政府活动而被杀害。尽管摇滚乐被政府禁止，但他仍然听摇滚乐、演奏摇滚乐并自称是“摇滚明星”。在其好友国信芳时去世后，他发誓要代替国信保护其暗恋对象中川典子。
- 中川典子——一个安静、内敛的女孩，从一开始就与七原秋也组队，并成为了他某种意义上的爱慕对象。在“计划”启动前，她的腿部被一名士兵击伤。
- 川田章吾——来自神户的转校生，比班上其他同学大一岁，身上满是伤疤。他性格独来独往，班上的同学并不知道他是前一年“计划”的获胜者。故事的后期，他与七原秋也以及中川典子联手制定了逃离该岛的计划。
- 桐山和雄——不良少年的头目，也是班上最聪明和最有运动天赋的学生之一。由于在母亲子宫内时遭受事故导致部分脑白质被切除，因此他变得冷酷无情。在“计划”中他积极参与，并毫不留情地杀害其他同学。
- 相马光子——外表靓丽的女生帮派头目。由于童年时多次遭受性虐待，她积极参与“计划”，并利用她自身的性感魅力来杀害男同学。
- 坂持金发——负责监督今年“计划”执行的政府官员。他身材矮壮，长发及肩，且非常冷酷无情。

## 背景

### 起源
高见广春自述在20世纪90年代，某天他做了一个梦之后，萌发了《大逃杀》的原始故事构思。高见广春在2009年曾表示：
我躺在布團里，半睡半醒之间，脑海中浮现出一个画面：是我很久以前在电视上看过的一部校园剧中的一位老师。他说：“好了，同学们，注意听。” [...] “今天，我要让你们互相残杀！”他一边说一边露出笑容的画面如此生动，我忍不住笑了出来，但也感到非常恐惧。 [...] 就这样，我知道自己有了写作的题材。——高见广春（2009年）
在与朋友讨论了故事概念后，高见广春想出了《大逃杀》（Battle Royale）这个标题，朋友们说这听起来像是一场重新构想的职业摔跤“混战”（Battle Royal）比赛。随后，高见对“混战”比赛的社会性问题产生了兴趣，例如昔日的对手如何齐心协力击败更强大的敌人，尤其是曾经的盟友如何为了各自的荣耀而背叛彼此。对于书中世界观的构建，高见广春表示受到了自己于1960年代在日本的成长经历所启发，当时日本各地爆发大批革命者反抗警察暴行的运动。而他在书中对极权法西斯主义政府的描写也受到他最喜欢的斯蒂芬·金小说《漫漫长路》（1979年出版）的影响，这部小说讲述了一场由极权政府组织的死亡徒步竞赛。

### 出版
高见广春在1996年辞去记者工作后完成了《大逃杀》的创作。这部小说一度进入了1998年3月举行的1997年度第5届日本恐怖小说大奖的决赛阶段，但因内容过于争议而落选。曾参与该奖项初选委员会的东浩纪后来怀疑，这可能是因为小说中学生互相残杀的背景过于让人联想到前一年发生的神户虐童惨案。《大逃杀》于1999年4月由太田出版首次出版。2002年8月，该书经修订后由幻冬社以两卷文库本的形式发行。
高见广春描述这些角色时表示，他们可能都有些“相似”，尽管外表和兴趣各异，但实际上“都差不多”，并且都是静态角色。高见广春将这些描述与由他编写故事、田口雅之作画的漫画改编作品进行了对比，认为漫画中的角色更加多样化且发展得更为完善。
《大逃杀》由鬼木雄二（Yuji Oniki）翻译成英文，并于2003年2月26日由Viz Media在北美市场发行。2009年11月17日，Viz Media旗下的Haikasoru出版了本作的修订版，其中包含了鬼木的翻译修订以及高见广春的后记。该版本还收录了对原著改编电影导演深作欣二的采访。2014年4月1日，Viz又出版了由内森·柯林斯（Nathan Collins）翻译的新译本，名为《大逃杀：重制版》（Battle Royale: Remastered）。同一天，版权方还出版了高见广春所著的《大逃杀疯狂书：关于高见广春经典作品的随笔》（The Battle Royale Slam Book: Essays on the Cult Classic by Koushun Takami），书中收录了科幻、恐怖和惊悚小说作家布莱恩·基恩、约翰·斯基普、凯瑟琳·M·瓦伦特等人撰写的有关这本小说细节、围绕它及其改编作品的争议的随笔文章。

## 改编

### 漫画
由高见广春编剧、田口雅之绘制的漫画改编版《大逃杀》于2000年至2005年在秋田书店的《Young Champion》杂志上连载。该漫画之后被收录为15卷单行本，并于2003年至2006年由Tokyopop在北美出版。
第二部漫画《大逃杀II：大突袭》于2003年至2004年间在《Young Champion》上连载。该书由富泽人志撰写并绘图，共收录成两卷单行本。
2011年，两章版衍生漫画《大逃杀：天使们的国境》出版，由大西实生子和小熊阳平分别创作其中一章。该作品主要讲述六名躲在灯塔里的女孩们的故事，最初刊登于《Young Champion》上，后于2012年1月20日集结为一卷单行本。单行本英文版于2014年6月17日由Viz Media在北美市场发行。

### 真人电影
《大逃杀》于2000年被改编成同名真人电影，由深作欣二执导，其子深作健太编剧。这部电影在大获成功的同时也颇受争议。日本国会部分议员谴责该电影毒害青少年。然而，本片却成为了当年日本票房最高的电影之一。2003年，本片续集《大逃杀II：安魂曲》上映。
2006年6月，《综艺》杂志报道称新线电影公司与制片人尼尔·莫里茨和罗伊·李计划制作一部新的美国版《大逃杀》电影。然而，新线影业从未获得翻拍版权，而在2007年4月弗吉尼亚理工大学枪击案发生后，制片人李表示该项目的前景已“受到严重影响”。2012年，李表示随着小说《饥饿游戏》改编电影的上映，翻拍《大逃杀》将不再具有可能性，因为《饥饿游戏》电影被认为与《大逃杀》有太多的相似之处。他说：“观众会认为《大逃杀》只是《饥饿游戏》的翻版——他们中的大多数人都不知道《大逃杀》先于《饥饿游戏》问世。虽然不公平，但这就是现实。”不过，他表示可能会在十年后重新考虑“为下一代开发一部《大逃杀》电影。”

### 舞台剧
2012年，菲律宾的Sipat Lawin剧团和另外两个大学剧团将这部小说非官方地改编成名为《Battalia Royale》的真人舞台剧，并在菲律宾文化中心首演。这部舞台剧还在奎松市的一所废弃高中举行演出。

### 电视剧
2012年7月26日，《洛杉矶时报》报道称，CW电视网正在与好莱坞代表讨论将《大逃杀》改编成美国电视剧的可能性。据一位发言人称，这项谈判还处于初期阶段，但如果达成协议，CW电视网将获得高见广春小说的版权，然后将其扩展为一部每集时长一小时的连续剧。然而，代表该书在美国版权的好莱坞律师乔伊斯·琼（Joyce Jun）表示，“目前尚未达成任何协议。”CW电视网的发言人只是证实确实有过一些讨论，但拒绝进一步置评。
2013年1月13日在电视评论家协会冬季新闻发布会上，CW电视网总裁马克·佩多维茨表示：“目前，我们没有有关《大逃杀》的任何计划”。他澄清说，相关报道源于他打过的一个电话以询问这本书的版权是否可用，并指出他对这部小说的兴趣早于2012年科罗拉多州奥罗拉枪击案和桑迪胡克小学枪击案的发生。

## 评价
《大逃杀》于1999年出版后，很快在日本成为畅销书。日文原版小说销量超过100万册，并被翻译成十几种语言。
该小说曾参加1997年度第5届日本恐怖小说大奖的评选，但最终在决赛中被淘汰，而当年该奖项也没有最终获奖者。当年决赛评选委员会的三名评委均承认《大逃杀》是最佳作品，但因争议性而拒绝授予奖项。荒俣宏表示，虽然从“故事、结构和主题”方面来看，这部小说是最佳提名作品，但他认为该作品过于像是对《金八老师》的恶搞，并怀疑其内容会引发问题。高桥克彦认为，虽然从小说结构上来说这是一部优秀的作品，但在“此时”将奖颁给一个关于学生间互相残杀的故事会损害奖项本身的声誉。林真理子则表示，虽然她认为本书是四部候选小说中最好的一部，但它就像读一本“令人不愉快的近未来漫画”，并表示“无论它多么符合恐怖小说的定义或者多么有趣，我都不太确定我们是否应该写这样的故事。”2001年，大沼光二撰写了《大逃杀：极端心理解析书》，这是一篇探讨该书主题的论文。
《大逃杀》在日本国外获得了广泛的好评。在小说家凯利·布拉菲特（Kelly Braffet，《乔西与杰克》的作者）的推荐下，作家斯蒂芬·金在《娱乐周刊》上将其列为他2005年夏季阅读书单中的七本书之一。金将《大逃杀》描述为“一部疯狂有趣的通俗小说，将《幸存者》与世界摔跤娱乐相结合在一起。或者也许《大逃杀》只是疯狂而已”。他还指出这部小说与他自己的作品《漫漫长路》有一些相似之处。在他简短评论的结尾写道：“没问题”，就像“高见广春笔下喜欢引用斯普林斯汀歌曲的年轻人们”一样。
戴维·N·奥尔德曼（David N. Alderman）在为红屋网站（Red Room）的撰写的评论中给《大逃杀》打了4.5星（满分5星），他表示“故事本身非常精彩。尽管本书被认为极具争议性，尤其是在刚出版时，它为人们打开了关于心理学、谋杀、生存、爱情、忠诚和道德立场等各种话题和思考的大门。”虽然他指出那些对“血腥砍杀”感到不适的人应该“避开这本书”，因为“这本书有点血腥”，但他表示这本书“绝对值得一读”，并总结说它“带有浪漫的色彩，并且有一些很棒的道德主题，能够激发与他人深入的讨论。”文学评论网站Complete Review对这部小说给予了B级评分，称其为“一部非常不错的惊悚小说，故事情节有趣，情节安排得相当好。”汤姆·古德（Tom Good）在《林肯高地文学社期刊》（Journal of the Lincoln Heights Literary Society）上对这部小说大加赞赏，认为作为“一个通俗恐怖故事，《大逃杀》提供了大量的刺激、动作、悬疑和乐趣”。

## 影响
自出版以来，这部小说及其改编的电影对后来的作品产生了深远的影响。这其中包括昆汀·塔伦蒂诺等电影制作人，尤其是其执导的电影《杀死比尔》系列。影片中栗山千明饰演的夕张GOGO与她在电影《大逃杀》中饰演的千草贵子一角十分相似。《纽约邮报》的V·A·穆塞托（V.A. Musetto）也将本书与《死囚大逃杀》进行了比较，称后者是《大逃杀》和《最危险的游戏》的“拙劣抄袭”。评论家们还注意到《大逃杀》对后续作品的影响，比如2008年电影《杀戮理论》，2009年电影《锦标赛》、2016年电影《贝尔科实验》，并注意到本书与小说及电影《饥饿游戏》系列有相似之处。漫画、动画以及电影《杀戮都市》系列和2007年发行的游戏《这个美妙的世界》也都被拿来与《大逃杀》进行比较。
苏珊·柯林斯于2008年出版的美国青少年小说《饥饿游戏》被指责在故事背景和基本情节设定上与《大逃杀》惊人地相似。尽管柯林斯坚称她“在书稿付梓之前从未听说过（《大逃杀》）这本书”，但《纽约时报》的苏珊·多米纳斯（Susan Dominus）报道称：“这些相似之处足以让柯林斯的作品在博客圈中被猛烈抨击为赤裸裸的抄袭”，但她也认为“有足够多的可能来源导致两位作者可能独立地得出了相同的基本设定。”自《饥饿游戏》电影改编版上映以来，舆论普遍认为这是两部作品一次友好的争议。《大逃杀》的作者高见广春表示，他很感谢粉丝们“站出来”支持他的书，但他也认为“每本小说都有其独特的价值”，并表示“如果读者能在任何一本书中找到价值，那就是作者最大的期望。”
2012年的漫画《复仇者竞技场》中的故事情节与《大逃杀》相似。此外，其第一期的封面也向《大逃杀》电影海报致敬，主角们摆出了与电影海报相同的姿势，并带有类似设计的标志。
小说《大逃杀》及其改编的电影在全球流行文化中产生了深远的影响，激发了不同媒体上大量作品的创作，尤其是在东亚和西方世界中。自电影上映以来，“大逃杀”一词已被用来指代一种受电影启发的虚构叙事类型和/或娱乐模式，这一模式会选定一群人并要求他们互相厮杀，直到最后一个幸存者的出现。“大逃杀”现象在2010年代变得尤为流行。同名电子游戏类型在2010年代变得非常受欢迎，其中《绝地求生》、《堡垒之夜》以及《Apex 英雄》等游戏创下了玩家人数的纪录。其他作品则聚焦于“杀人游戏”中一群人之间互相的怀疑和不信任，如电影《电锯惊魂》系列、《异次元杀阵》系列以及游戏《弹丸论破》系列等。
2021年Netflix热播剧《鱿鱼游戏》导演黄东赫表示，《大逃杀》尤其是漫画版，是他创作这部电视剧的灵感来源。

## 脚注